# Randy Gevers
Randy Gevers ('s-Hertogenbosch, 3 gennaio 1981) è un pilota motociclistico olandese, ritiratosi dall'attività agonistica.

## Carriera
Per quanto riguarda le sue apparizioni nel motomondiale si sono limitate a varie presenze quale wild card in occasione del Gran Premio motociclistico d'Olanda. Ha partecipato all'edizione del 2002, nella classe 125 con una Honda; a quelli della stagione 2005, 2006 e 2007 nella classe 250 con una Aprilia, sempre senza ottenere punti iridati, mentre nel 2003 e nel 2004 non è riuscito a qualificarsi per la gara.
Nel 2005 inoltre corre il campionato Europeo Velocità nella classe 250 conquistando quattordici punti ed il ventesimo posto in classifica finale. Terminate le sue brevi apparizioni in ambito mondiale, nel 2008 è iscritto al campionato tedesco Supersport e dal 2010 partecipa al campionato nazionale olandese prima nella categoria Supersport in sella ad una Yamaha e la stagione successiva in Superbike. Nel 2010 inoltre si classifica ottavo nell'europeo Supersport svoltosi in gara unica ad Albacete.
Terminata la propria carriera agonistica diventa imprenditore fondando, assieme al padre Antoon, la GRT-Tech nei Paesi Bassi.

## Risultati nel motomondiale
| 2002 | Classe | Moto  |  |  |  |  |  |  |    |  |  |  |  |  |  |  |  |  |  |  | Punti | Pos. |
| ---- | ------ | ----- |  |  |  |  |  |  | -- |  |  |  |  |  |  |  |  |  |  |  | ----- | ---- |
| 2002 | 125    | Honda |  |  |  |  |  |  | 31 |  |  |  |  |  |  |  |  |  |  |  | 0     |      |

| 2003 | Classe | Moto  |  |  |  |  |  |  |    |  |  |  |  |  |  |  |  |  |  |  | Punti | Pos. |
| ---- | ------ | ----- |  |  |  |  |  |  | -- |  |  |  |  |  |  |  |  |  |  |  | ----- | ---- |
| 2003 | 250    | Honda |  |  |  |  |  |  | NQ |  |  |  |  |  |  |  |  |  |  |  | 0     |      |

| 2004 | Classe | Moto    |  |  |  |  |  |    |  |  |  |  |  |  |  |  |  |  |  |  | Punti | Pos. |
| ---- | ------ | ------- |  |  |  |  |  | -- |  |  |  |  |  |  |  |  |  |  |  |  | ----- | ---- |
| 2004 | 250    | Aprilia |  |  |  |  |  | NQ |  |  |  |  |  |  |  |  |  |  |  |  | 0     |      |

| 2005 | Classe | Moto    |  |  |  |  |  |  |    |    |  |  |  |  |  |  |  |  |  |  | Punti | Pos. |
| ---- | ------ | ------- |  |  |  |  |  |  | -- | -- |  |  |  |  |  |  |  |  |  |  | ----- | ---- |
| 2005 | 250    | Aprilia |  |  |  |  |  |  | NP | NE |  |  |  |  |  |  |  |  |  |  | 0     |      |

| 2006 | Classe | Moto    |  |  |  |  |  |  |  |    |  |  |    |  |  |  |  |  |  |  | Punti | Pos. |
| ---- | ------ | ------- |  |  |  |  |  |  |  | -- |  |  | -- |  |  |  |  |  |  |  | ----- | ---- |
| 2006 | 250    | Aprilia |  |  |  |  |  |  |  | 21 |  |  | NE |  |  |  |  |  |  |  | 0     |      |

| 2007 | Classe | Moto    |  |  |  |  |  |  |  |  |    |  |    |  |  |  |  |  |  |  | Punti | Pos. |
| ---- | ------ | ------- |  |  |  |  |  |  |  |  | -- |  | -- |  |  |  |  |  |  |  | ----- | ---- |
| 2007 | 250    | Aprilia |  |  |  |  |  |  |  |  | 24 |  | NE |  |  |  |  |  |  |  | 0     |      |

| Legenda | 1º posto        | 2º posto            | 3º posto            | A punti      | Senza punti        | Grassetto – Pole position Corsivo – Giro più veloce |
| Legenda | Gara non valida | Non qual./Non part. | Ritirato/Non class. | Squalificato | '-' Dato non disp. | Grassetto – Pole position Corsivo – Giro più veloce |